# 8239 Сіньяк
8239 Сіньяк (8239 Signac) — астероїд головного поясу, відкритий 29 вересня 1973 року.
Тіссеранів параметр щодо Юпітера — 3,198.
Названо на честь Поля Сіньяка (фр. Paul Signac, 1863–1935) — відомого французького художника-неоімпресіоніста, пейзажиста, мариніста, історика та теоретика мистецтва.